# Vladimír Weiss (futbolista nacido en 1989)
Vladimír Weiss (Bratislava, antigua Checoslovaquia, 30 de noviembre de 1989) es un futbolista eslovaco. Juega de centrocampista en el Š. K. Slovan Bratislava de la Superliga de Eslovaquia.

## Trayectoria

### Inicios
Weiss se formó en las inferiores del Inter Bratislava, club en donde también jugaron su padre y su abuelo, también llamados Vladimír Weiss, antes de ser traspasado a la academia del Manchester City.
Weiss fue pieza fundamental en el equipo juvenil del City, destacando su participación en la final de la FA Youth Cup el 16 de abril de 2008, donde Weiss anotó en la final ante el juvenil del Chelsea Football Club, ayudando a que su equipo se impusiera por 3-1 en el marcador (4-2 en el global) para así hacerse con el trofeo.

### Manchester City
Su debut oficial con el Manchester City ocurrió el 24 de mayo de 2009 ante el Bolton Wanderers, entrando de cambio por Stephen Ireland. En ese partido el City se impuso por 1-0.
El 19 de agosto de 2009, Weiss jugó sus primeros 90 minutos con el City ante el FC Barcelona en el Trofeo Joan Gamper, donde el City se impuso por 1-0 en el Camp Nou.
El 28 de octubre de 2009, Weiss debutó en la Football League Cup ante el Scunthorpe United, sirviendo con una asistencia de gol a su compañero Carlos Tévez. Weiss anotó su primer gol con el City el 2 de diciembre de 2009 ante el Arsenal FC, también en la League Cup, anotando el 3-0 final que le dio al City la victoria.

### Bolton Wanderers
El 25 de enero de 2010, Weiss fue cedido al Bolton Wanderers hasta el fin de la temporada 2009-10. Su debut con el Bolton tuvo lugar un día después ante el Burnley FC, donde su equipo se impuso por 1-0. Durante la mayor parte de su período de cesión en el Bolton, Weiss fue sustituto. Sin embargo, en la recta final de la temporada, Weiss tuvo un papel crucial al ayudar a su equipo a permanecer en la Premier League, sobre todo durante un partido ante el Stoke City, donde Weiss dio una asistencia de gol a Matt Taylor. En ese partido, el Bolton se impuso por 2-1.

### Rangers F. C.

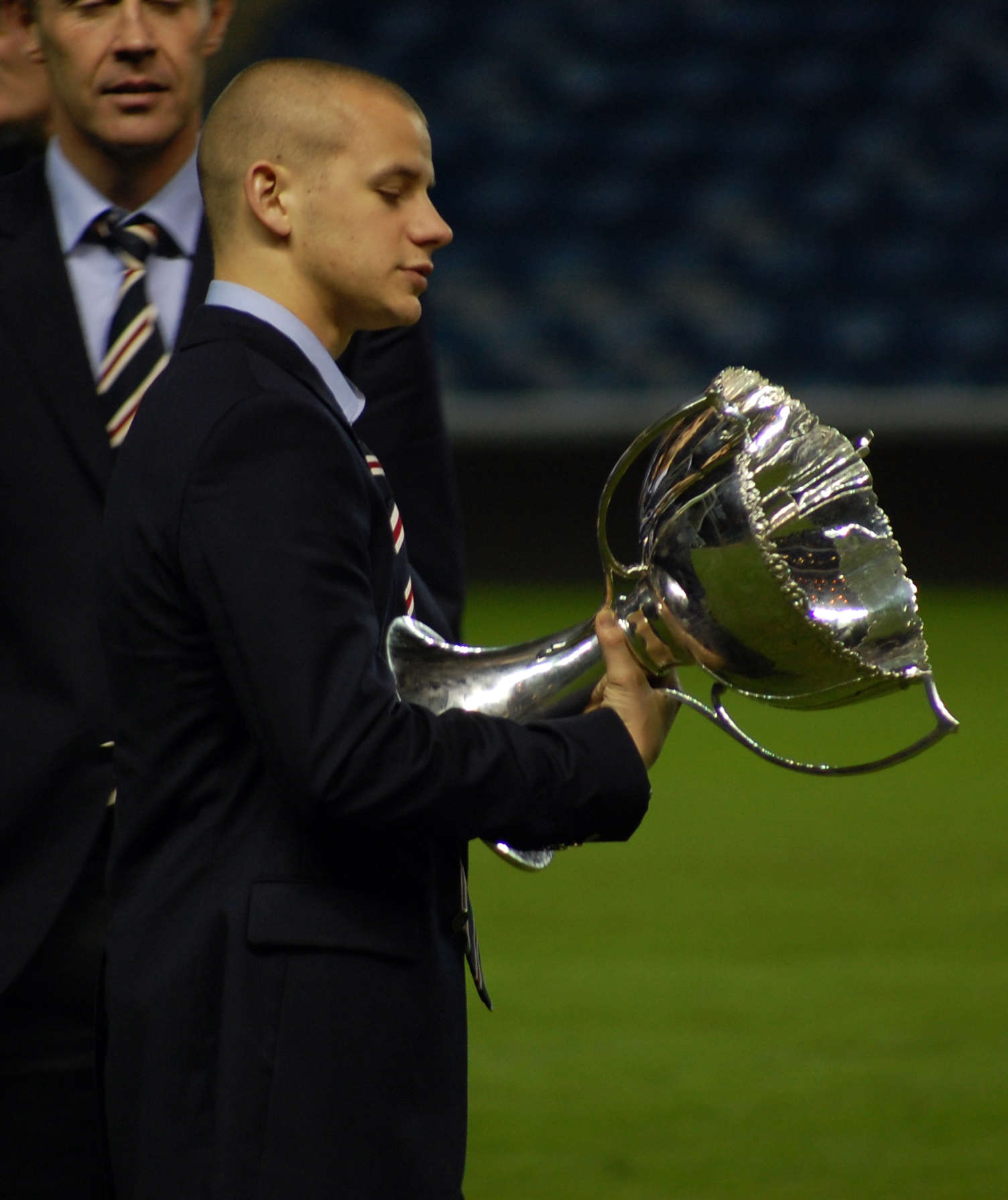
Weiss celebrando la obtención de la Copa de la Liga de Escocia con el Rangers FC.

El 19 de agosto de 2010, Weiss fue cedido al Rangers FC de Escocia hasta el final de la temporada 2010-11 por una cifra de 2 millones £. Su debut con el Rangers fue 3 días después ante el Hibernian FC, luego de haber entrado de cambio por James Beattie al minuto 66. Weiss rápidamente se hizo presente en el partido, al haber dado una asistencia de gol para la segunda anotación del equipo. Al final, el Rangers se impuso por 3-0. El 16 de octubre de 2010, Weiss anotó su primer gol con el Rangers ante el Motherwell FC, al haber anotado al minuto 67 el último gol en la victoria de su equipo por 4-1. Su segundo gol con el Rangers fue el 13 de noviembre de 2010 ante el Aberdeen FC, luego de haber anotado al minuto 32 en la victoria de su equipo por 2-0. Su tercer gol en la liga fue el 26 de diciembre de 2010, nuevamente ante el Motherwell, al haber anotado al minuto 51 el tercer gol del equipo en otra victoria por 4-1. Luego del encuentro, Weiss fue elegido el Jugador del Partido. El 15 de enero de 2011, Weiss anotó su primer doblete con el Rangers, en la victoria de su equipo por 4-0 sobre el Hamilton Academical.
El 10 de abril de 2011, luego de varias semanas de estar fuera de las canchas debido a una lesión, Weiss descubrió que en vez de tener un pie magullado, en realidad estaba fracturado, lo que puso fin a la participación de Weiss por el resto de la temporada. No obstante, eso no le impidió celebrar la obtención del quincuagésimo cuarto título de liga de su equipo, cuando el Rangers derrotó por 5-1 al Kilmarnock FC el 15 de mayo de 2011.

### R. C. D. Espanyol
Weiss fue nuevamente cedido el 29 de agosto de 2011, ahora al RCD Espanyol de la Primera División de España hasta el final de la temporada 2011-12. Su debut en la liga sería el 18 de septiembre de 2011 en la derrota por 2-1 frente al Real Zaragoza, al haber entrado de cambio al medio tiempo por Álvaro Vázquez.

### Olympiacos
El 28 de junio de 2013 firmó por el Olympiacos F. C.

## Selección nacional
Weiss hizo su debut con la selección de Eslovaquia el 12 de agosto de 2009, en un partido amistoso ante Islandia, donde su selección empató a 1-1. Weiss recibió elogios por sus buenas actuaciones en los partidos de clasificación para la Copa Mundial de Fútbol de 2010, particularmente ante la República Checa y ante Irlanda del Norte. Ante este último sirvió con una asistencia para la anotación del primer gol. Su primer gol con su selección fue el 8 de octubre de 2010 ante Armenia, al haber anotado al minuto 37 el gol que empataba el marcador a 1-1 en ese momento. Al final, su selección fue derrotada por 3-1.

### Goles como internacional
- Lista de marcadores y resultados. En los marcadores, el primer número corresponde a los goles marcados por Eslovaquia.

| #  | Fecha                | Lugar           | Adversario | Gol | Resultado | Competición                 |
| -- | -------------------- | --------------- | ---------- | --- | --------- | --------------------------- |
| 1. | 8 de octubre de 2010 | Ereván, Armenia | Armenia    | 1-1 | 1-3       | Clasificación Eurocopa 2012 |

### Participaciones en Copas del Mundo
| Mundial                        | Sede      | Resultado        |
| ------------------------------ | --------- | ---------------- |
| Copa Mundial de Fútbol de 2010 | Sudáfrica | Octavos de final |

## Clubes
| Club                            | País       | Año       |
| ------------------------------- | ---------- | --------- |
| Manchester City F. C.           | Inglaterra | 2009-2012 |
| Bolton Wanderers F. C. (cedido) | Inglaterra | 2010      |
| Rangers F. C. (cedido)          | Escocia    | 2010-2011 |
| R. C. D. Espanyol (cedido)      | España     | 2011-2012 |
| Pescara Calcio                  | Italia     | 2012-2013 |
| Olympiacos F. C.                | Grecia     | 2013-2014 |
| Lekhwiya S. C.                  | Catar      | 2014-2016 |
| Al-Gharafa S. C.                | Catar      | 2016-2019 |
| Š. K. Slovan Bratislava         | Eslovaquia | 2020-     |

## Palmarés

### Campeonatos nacionales
| Título                     | Club                    | País       | Año     |
| -------------------------- | ----------------------- | ---------- | ------- |
| Premier League de Escocia  | Rangers F. C.           | Escocia    | 2010-11 |
| Copa de la Liga de Escocia | Rangers F. C.           | Escocia    | 2010-11 |
| Liga de fútbol de Catar    | Lekhwiya S. C.          | Catar      | 2013-14 |
| Liga de fútbol de Catar    | Lekhwiya S. C.          | Catar      | 2014-15 |
| Superliga de Eslovaquia    | Š. K. Slovan Bratislava | Eslovaquia | 2019-20 |
| Copa de Eslovaquia         | Š. K. Slovan Bratislava | Eslovaquia | 2019-20 |
| Superliga de Eslovaquia    | Š. K. Slovan Bratislava | Eslovaquia | 2020-21 |
| Copa de Eslovaquia         | Š. K. Slovan Bratislava | Eslovaquia | 2020-21 |
| Superliga de Eslovaquia    | Š. K. Slovan Bratislava | Eslovaquia | 2021-22 |
| Superliga de Eslovaquia    | Š. K. Slovan Bratislava | Eslovaquia | 2022-23 |
| Superliga de Eslovaquia    | Š. K. Slovan Bratislava | Eslovaquia | 2023-24 |
| Superliga de Eslovaquia    | Š. K. Slovan Bratislava | Eslovaquia | 2024-25 |